# La cena perfetta
La cena perfetta è un film italiano del 2022 diretto da Davide Minnella.

## Trama
Carmine è un camorrista che gestisce un ristorante per riciclare soldi sporchi. L'uomo si ritrova a collaborare con un'autentica chef, Consuelo, alla ricerca della perfezione in cucina. L'amore che nutrono per il cibo e il desiderio di ricevere la loro prima stella Michelin, darà loro una seconda possibilità e un'occasione di riscattarsi.

## Produzione
L'11 aprile 2022 è stato pubblicato il trailer del film.

## Distribuzione
Il film è stato distribuito nelle sale cinematografiche italiane a partire dal 26 aprile 2022.